# Bodenfelde
Bodenfelde is een plaats in de Duitse deelstaat Nedersaksen, gelegen in het Landkreis Northeim. De stad telt 3.046 inwoners.

## Geografie
Bodenfelde heeft een oppervlakte van 20 km² en ligt in het noorden van Duitsland.
- Gemeinsame Normdatei: 4087866-1
- Library of Congress Control Number: n89119190
- Nationale Bibliotheek van Israël: 987007567572205171
- Virtual International Authority File: 134362758
- WorldCat: E39PBJvCP3hcm6GtffqhwPgYfq

Bad Gandersheim · 
Bodenfelde · 
Dassel · 
Einbeck · 
Hardegsen · 
Kalefeld · 
Katlenburg-Lindau · 
Moringen · 
Nörten-Hardenberg · 
Northeim · 
Uslar